# المسابة (يريم)

تعديل مصدري - تعديل

المسابة محلة تابعة لقرية بني مسعود، التابعة لعزلة خودان بمديرية يريم إحدى مديريات محافظة إب في الجمهورية اليمنية، بلغ تعداد سكانها 169 حسب تعداد اليمن لعام 2004.